# Język mattole
Język mattole – wymarły język atapaskański rejonu północno-zachodniej Kalifornii. Ostatni jego użytkownik zmarł w latach 50. XX wieku.
Występował w dwóch odmianach (dialekt doliny Mattole River oraz dialekt Bear River).
Dokumentacją tego języka zajmował się Li Fang-Kuei, autor obszernego opracowania gramatycznego z 1930 r. Pewne dane z dialektu Bear River zebrał Pliny Earle Goddard.